# Ivan Minatti
Ivan Minatti, slovenski pesnik, prevajalec, urednik in akademik * 22. marec 1924, Slovenske Konjice; † 9. junij 2012, Ljubljana.
Minatti sodi v pesniško generacijo, ki je začela pisati med vojno in nato nadaljevala povojno književnost.
Minattijeve pesmi večinoma govorijo o odtujenem človeku, ki se zateka v naravo. Velik uspeh mu je prinesla pesem Nekoga moraš imeti rad, ki jo je izdal v istoimenski zbirki leta 1963.

## Življenje
Ivan Minatti je bil rojen v Slovenskih Konjicah. Pri njegovih petih letih se je družina preselila v Slovenj Gradec, pri desetih pa v Ljubljano. Leta 1943 je maturiral na gimnaziji v Ljubljani in začel študirati medicino. V vojnem času se je pridružil partizanom. Pri NOB je bil udeležen od leta 1944 ter bil četni in bataljonski komisar v 16. narodnoosvobodilni brigadi Janka Premrla-Vojka, leta 1946 pa je bil demobiliziran. Po osvoboditvi je na Filozofski fakulteti ljubljanske Univerze študiral slavistiko in leta 1952 diplomiral. Od leta 1947 je bil urednik Mladinske knjige, kjer je deloval do upokojitve leta 1984. Od leta 1987 je bil dopisni, od leta 1991 pa redni član Slovenske akademije znanosti in umetnosti. Njegova druga žena je bila slovenska pesnica in pisateljica Lojzka Špacapan.

## Delo
Minatti je predstavnik prvega povojnega rodu slovenskih pesnikov.
Pesmi je pisal že v gimnaziji in jih objavljal v rokopisnem almanahu Utrinki, ki ga je izdajala skupina sošolcev, nato pa v  reviji Umetnost Mihe Maleša. Med vojno je objavljal v partizanskih glasilih, kasneje pa je sodeloval pri Slovenskem zborniku, Novem svetu, Mladinski reviji, Slovenskem poročevalcu, Novih obzorjih, Sodobnosti, Pionirskem listu in drugih. Veliko je tudi prevajal, v glavnem poezijo.
Minattijeva poezija je prevedena v več jezikov. V knjižni obliki so izšli izbori v srbskem, makedonskem, albanskem in češkem jeziku.
Njegova lirika je predvsem osebna, razpoloženjska in čustvena – intimistična. Njegov slog je impresionističen, novoromantičen, usmerja pa se tudi k ekspresionizmu. V njegovih pesmih prevladuje svobodni verz.
Kritiki so mu na začetku očitali premajhno borbenost, kajti za takraten vojni čas so bile značilne udarnejše pesmi. Njegove pesmi so bile sprva nemalokrat otožne, prikazovale so tesnobo, samoto, dvom, negotovost, melanholičnost in pesimizem, kasneje pa je začel ustvarjati bolj intimistično liriko ter tako poleg pesnjenja o družbi ter poeziji opeval tudi ljubezen in naravo.

### Pesniške zbirke
- Pa da bi znal, bi zapel
- S poti (1947)
- Pa bo pomlad prišla (1955)
- Nekoga moraš imeti rad (1963, 1981)

### Izbori zbirk z dodatki novih pesmi
- Veter poje (1963)
- Bolečina nedoživetega (1964, 1970, 1994)
- Vse beži z oblaki in pticami (1966)
- Pesmi (1971, 1977, 1980, 2001)
- Obraz (1972)
- Ko bom tih in dober (1973)
- Pesmi (1977) – z Menartom in Krakarjem
- Prisluškujem tišini v sebi (1984)
- Pod zaprtimi vekami, izbrane pesmi (1999)
- Minatti – izbrana lirika (2004)
- Nekoga moraš imeti rad (2024)

### Mladinska dela
Napisal je nekaj pesmi za otroke, ki so bile objavljene v revijah, kot so Ciciban, Pionir in Kurirček. Te pesmi so: Sivi oblaki – bradati možaki; Poženi klas!; Jutro; Kaj jesen nam mari?; Pesem; Mucka in ježek; Pesem o stari čebeli; Medved, pujs in lisica; Hoj-hej!; Pionir Tonček; Kaj je v košku?; Čudovito darilo; Tiše, le tiše ...; Čirik-ci!; Ne misli več name, na nas; Prismoda – kralj; V bregu drevo stoji; Karavana; Šopi usahle trave ...; Tih, samoten je svet; Kurirček; Pošta iz Trnovskega gozda; Brez naslova.
Napisal je tudi lutkovno igro Slamnati voliček (1951).

### Prevodi
Zelo znan je po številnih prevodih, kot so: Antoine de Saint-Exupéry: Mali princ; Prelepa Vasiljica; Ciganska poezija; Sodobna makedonska poezija; Istrske pesmice; Kočo Racin: Izbrane pesmi; Elzbieta: Tomi in Maša.
Mnoga njegova dela so prevedena v tuje jezike – predvsem v srbohrvaščino, makedonščino, albanščino.

### Uglasbene pesmi
Nekaj njegovih pesmi je tudi uglasbenih: Pa bo pomlad prišla, Bele gazi, Brigadirska, Čez Kras, Čirik-ci, Ko mislim nate, Kurirček, Maj ob Soči, Pesem, Pismo materi iz groba, Pod noč, Pod šotorom, Pohod, Sen, Si naš?, Svidenje, Šel bom in Žalostinka.

## Priznanja in nagrade
- Nagrada društva slovenskih pisateljev za pesniško zbirko Pa bo pomlad prišla (1955),
- nagrada Prešernovega sklada za pesniško zbirko Nekoga moraš imeti rad (1964),
- nagrada in diploma zveznega odbora ZZB NOV Jugoslavije za delo na izvirnem in prevajalskem književnem področju (1970),
- Sovretova nagrada za prevode iz pesniškega dela Koče Racina in Izeta Sarajlića (1972),
- Medrepubliško priznanje za prevajalsko delo iz drugih jugoslovanskih književnosti v znamenju medrepubliškega književnega sodelovanja in zbliževanja (1973),
- »Zlato pero« priznanje društva prevajalcev Makedonije za prevajalsko delo iz makedonske književnosti (1973),
- Prešernova nagrada za zbirko Prisluškujem tišini v sebi (1985),
- Redni član Slovenske akademije znanosti in umetnosti (1991),
- Zlatnik poezije, posebno priznanje na Veronikini nagradi (2009).

Na obletnico njegovega rojstva leta 2015 je bil v Slovenskih Konjicah odkrit njegov kip, delo kiparke Katje Majer.